# Astropecten griegi
Astropecten griegi är en sjöstjärneart som beskrevs av Jean Baptiste François René Koehler 1909. Astropecten griegi ingår i släktet Astropecten och familjen kamsjöstjärnor. Inga underarter finns listade i Catalogue of Life.